# 守山市歌
「守山市歌」（もりやましか）は、日本の滋賀県守山市が制定した市歌である。作詞・佐藤末治、補作・岩本一男、作曲・内野公人。

## 解説
野洲郡守山町と小津村他3村の合併から10周年となる1965年（昭和40年）に町章のデザインと合わせて町歌の懸賞募集が行われた。応募総数は150篇であったが、入選作が無かったため佳作3篇から第1席の応募作を守山女子高校教諭の岩本一男が補作したものを採用とし、県立守山高校音楽教諭の内野公人が作曲を行った。佳作第1席の佐藤末治は岡山県倉敷市を拠点に活動していた詩人で「守山町歌」と同時期には「岡山市民歌」や熊本県の「人吉市民の歌」で入選歴がある。
制定意義は「国の高度経済成長政策の最中、待望の琵琶湖大橋も完成し、取付道路には自動車があふれ、市周辺の観光地化と守山の飛躍が感じられる時点のものであり、守山の希望を現している。若さ・伸び・栄え・躍進を歌い上げている」ものとされる。守山町は制定から5年後に単独で市制を施行して守山市となったが、町歌は「守山市歌」へ改題継承されると共に歌詞の「守山町」も「守山市」への改訂が行われた。
守山市役所では市歌の演奏機会について「市の式典等で歌われる」とする。守山市に関連する市歌以外の楽曲としては、1970年（昭和45年）の市制施行時に選定された市民音頭で都はるみが歌唱する「守山音頭」がある。